# Mont-Saxonnex
Mont-Saxonnex é uma comuna francesa na região administrativa de Auvérnia-Ródano-Alpes, no departamento da Alta Saboia. Estende-se por uma área de 26.28 km². Em 2010 a comuna tinha 1 727 habitantes (densidade: 65,7 hab./km²).